# Marc Wilmots
Marc Robert Wilmots (* 22. února 1969, Dongelberg, Belgie) je bývalý belgický fotbalový záložník či útočník a reprezentant, a současný fotbalový trenér. V letech 2012–2016 vedl belgický národní tým. Od roku 2019 vede fotbalovou reprezentaci Íránu.
Účastník čtyř světových šampionátů jako hráč (1990, 1994, 1998 a 2002) a jednoho jako trenér (2014).
Po ukončení hráčské kariéry vstoupil záhy i do politiky. Byl zvolen v roce 2003 do belgického senátu za liberální stranu Mouvement réformateur. Strávil zde dva roky. Poté se orientoval opět na trenéřinu.

## Klubová kariéra
Wilmots hrál nejprve v Belgii profesionálně za kluby K. Sint-Truidense, KV Mechelen a Standard Lutych. V letech 1996–2003 hrál v německém FC Schalke 04 s výjimkou sezony 2000/01, kdy působil ve francouzském Girondins Bordeaux.
S KV Mechelen vyhrál v roce 1988 Superpohár UEFA po celkové výhře nad nizozemským PSV Eindhoven. a v sezoně 1988/89 domácí ligový titul. Se Standardem Lutych získal v sezoně 1992/93 prvenství v belgickém poháru po finálové výhře 2:0 nad R. Charleroi SC. Úspěchy zažil i se Schalke 04, vyhrál s ním Pohár UEFA 1996/97 a v sezoně 2001/02 DFB-Pokal.

## Reprezentační kariéra
Marc Wilmots působil v mládežnických reprezentacích Belgie U19 a U21.
V A-mužstvu Belgie debutoval 26. května 1990 v utkání proti národnímu týmu Rumunska (remíza 2:2). Celkem odehrál v národním týmu 70 utkání a vstřelil 29 gólů dle Belgické fotbalové asociace. Fotbalové databáze (např. National Football Teams nebo Footballdatabase.eu evidují pouze 28 gólů, rozdíl je v utkání 2. června 2001 proti Lotyšsku, kde padl jeden vlastní gól Lotyšů, který Belgická fotbalová asociace připisuje Wilmotsovi.
Zúčastnil se čtyř světových šampionátů - MS 1990 v Itálii (nevyužitý náhradník), 1994 v USA, 1998 ve Francii a 2002 v Japonsku a Jižní Koreji.
Hrál i na EURU 2000, které Belgie pořádala společně s Nizozemskem.

## Trenérská kariéra
S trenéřinou začal v roce 2002 jako dočasný kouč FC Schalke 04. Poté vedl belgický K. Sint-Truidense VV. V letech 2009–2012 byl asistentem u belgického A-mužstva.
Belgický národní tým převzal v květnu 2012. Belgii vyrostla silná generace hráčů (např. Eden Hazard, Jan Vertonghen, Vincent Kompany, Romelu Lukaku, Kevin Mirallas a další) a Wilmotsovi se podařilo dovést je na Mistrovství světa 2014 v Brazílii z prvního místa evropské kvalifikační skupiny A. S mundialem se Belgie rozloučila čtvrtfinálovou porážkou 0:1 s Argentinou.

### Pobřeží slonoviny
V roce 2017, v březnu, byl jmenován trenérem reprezentace Pobřeží slonoviny. Podepsal dvouletý kontrakt, přičemž jeho cílem bylo dovést africký tým na světový šampionát v roce 2018.
To se mu nepodařilo, což vedlo k jeho odvolání v listopadu 2017.

### Íránská reprezentace
V květnu 2019 se stal koučem reprezentace Íránu, podepsal smlouvu na tři roky.